# François Cauche
François Cauche (Ruán, 1616) fue un explorador francés.

## Biografía
Cauche zarpó de Dieppe en enero de 1638 con la misión de fundar un asentamiento en Île-de-France (actual Mauricio) y dirigirse al mar Rojo.
Desde 1638 a 1644, Cauche exploró la costa oriental de la isla de Madagascar, que recorrió a pie de sur a norte y luego en sentido opuesto, antes del establecimiento de la colonia de Fort-Dauphin. 
Escribió una historia sobre ello que inspiró a Étienne de Flacourt en su obra Histoire de la grande isle Madagascar .